# آرماندو وایادارس
آرماندو وایادارس (انگلیسی: Armando Valladares؛ زادهٔ ۳۰ مهٔ ۱۹۳۷) فعال حقوق بشر، نویسنده، دیپلمات و شاعر اهل ایالات متحده آمریکا است. در سال ۱۹۶۰ به دلایل متناقضی توسط دولت کوبا دستگیر شد. دولت کوبا مدعی شد که او در تروریسم ضد کاسترو همدست بوده‌است، در حالی که منابع خارجی دستگیری او را به‌دلیل اعتراض به کمونیسم می‌دانستند، نتیجه اینکه باعث شد عفو بین‌الملل او را زندانی عقیدتی معرفی کند.
پس از آزادی در سال ۱۹۸۲، او شرح حبس و شکنجه خود توسط دولت کوبا را در کتابی به رشته تحریر درآورد و در سال ۱۹۸۷ توسط رئیس‌جمهور ایالات متحده، رونالد ریگان به‌عنوان سفیر ایالات متحده در کمیسیون حقوق بشر سازمان ملل متحد منصوب شد.

## دستگیری و بازداشت
والادارس اهل پینار دل ریو، کوبا است. به گفته خودش، او در ابتدا از حامیان انقلاب کوبا فیدل کاسترو بود، سپس به کارمند دفتر وزارت ارتباطات برای دولت انقلابی تبدیل شد، که در یک اداره پست کار می‌کرد.
در ۱۹۶۰، در ۲۳ سالگی، او از گذاشتن تابلوی «من با فیدل هستم» بر روی میز کارش در محل کار خودداری کرد. آرماندو متعاقباً به سی سال زندان محکوم شد. دولت کوبا اعلام کرد که دستگیری او به اتهام تروریسم بوده و او قبلاً برای پلیس مخفی دیکتاتوری فولخنسیو باتیستا کار کرده است. در مقابل سازمان‌های حقوق بشر بین‌المللی اسلو آزادی، پن بین‌المللی و عفو بین‌الملل معتقد بودند، والادارس صرفاً به دلیل موضع‌گیری ضد کاسترو زندانی شده است و لذا او را زندانی عقیدتی نامیدند.

## فعالیتهای دیگر
وایادارس عضو شورای مشورتی بین‌المللی بنیاد یادبود قربانیان کمونیسم است.

## کتاب‌ها
از ویلچر من (۱۹۷۶)
- قلب من با آن زندگی می‌کنم (۱۹۸۰) - یک کتاب شعر به زبان اسپانیایی
- غارهای سکوت (۱۹۸۳)
- علیه آرزوها: خاطرات زندگی گولاگ کاسترو (۱۹۸۵) - اثری از اتوبیوگرافیک
- روح یک شاعر (۱۹۸۸)